# 齐尔斯豪森
齐尔斯豪森是德国莱茵兰-普法尔茨州的一个市镇。总面积6.63平方公里。截止于2022年12月31日，总人口282人，其中女性142，男性140人，人口密度43人/平方公里。